# G1 (銃)
G1突撃銃（Sturmgewehr G1）は、ベルギー製FN FAL小銃のドイツ連邦共和国（西ドイツ）向けモデルとして開発されたアサルトライフルである。
1956年、新設されたドイツ連邦軍における最初の主力歩兵銃として採用された。しかし、国産化が認められなかったこともあり、1959年には後継装備としてG3突撃銃が採用され、1960年代初頭のうちに更新された。連邦軍のほか、機動隊や連邦国境警備隊でも使用されていた。FN小銃（FN-Gewehr）とも呼ばれた。

## 歴史

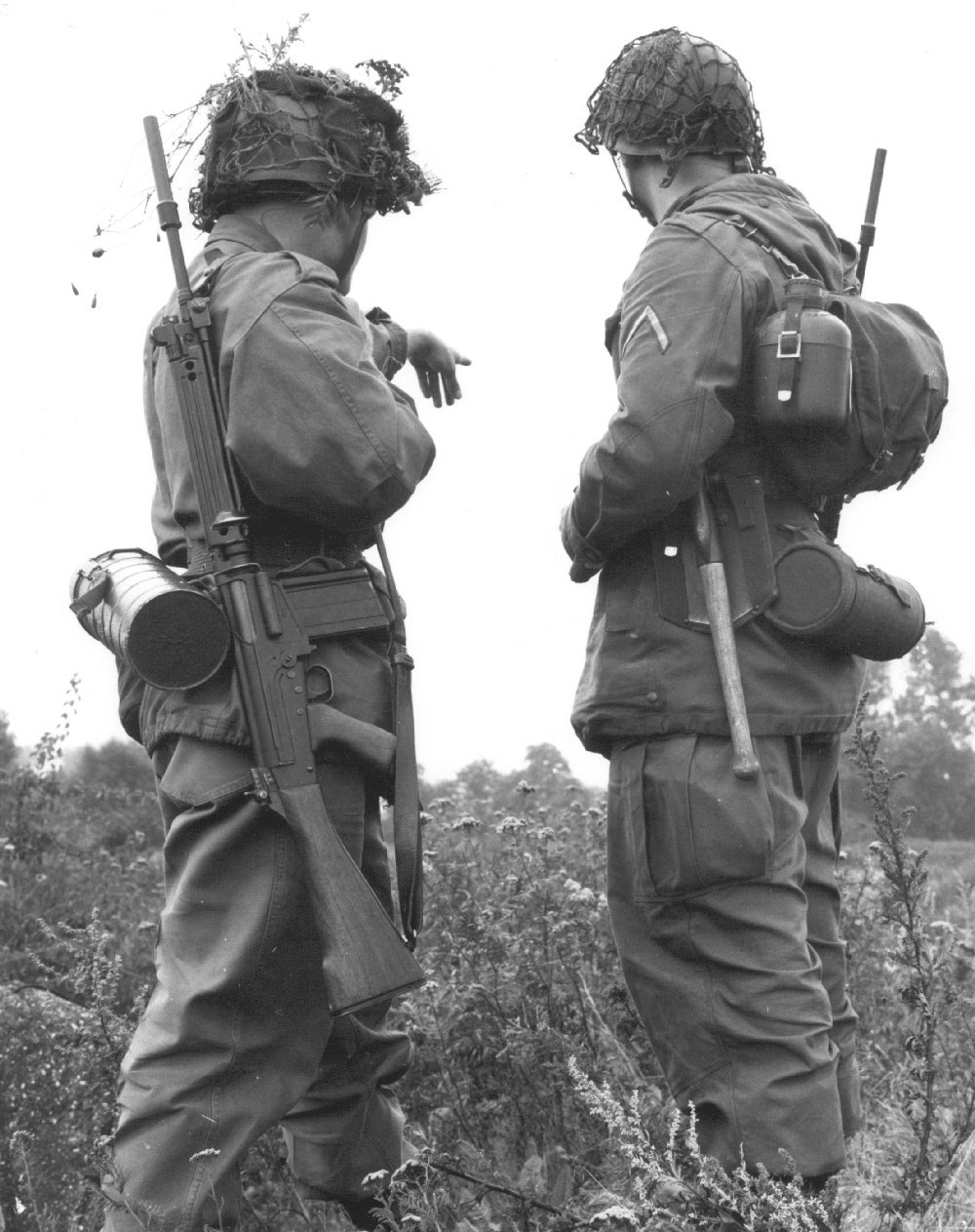
G1を背負う独米の士官候補生（1960年）

G1の原型となったベルギー製FN FAL小銃は、20世紀の西側諸国で最も普及したアサルトライフルの1つであり、少なくとも70カ国によって採用された。FALの設計を主導したデュドネ・セイブ技師はSAFN 49の設計にも携わっており、2つの小銃は設計上の類似点が多かった。
1955年に発足したドイツ連邦軍では、連合各国からの装備供与が行われていた。小銃はアメリカ製M1ガーランドやM1カービンのほか、空軍訓練連隊向けにはイギリス/カナダ製No.4 Mk I*（大半がカナダ製だったため、カナディアン・ライフルと通称された）などが配備されていた。しかし、1957年に予定された最初の徴兵が実施された場合に火器が不足することは明らかで、また現有の外国製火器は大半が既に旧式化した第二次世界大戦時の主力火器であった。そのため、NATO標準小銃の有力候補と目され、また早期に大量調達が可能とされたFN FALが新たな主力小銃に選ばれたのである（ただし、最終的にNATO標準小銃の決定には至らなかった）。
FN社ではG1として引き渡すFAL小銃10万丁に対し、ドイツ側の要望に応じた設計変更を加えている。しかし、第二次世界大戦での経験に基づくドイツへの不信感から、ドイツ国内でのライセンス生産は決して認めなかった。こうして、連邦軍は国産化可能な製品によるG1の更新を検討することとなった。
1957年、連邦軍の新たな主力小銃としてスペイン製セトメ・ライフル（G3突撃銃の原型）を採用する方針が発表された。
連邦軍では1959年からG3突撃銃への更新が始まり、G1は1962年頃まで使われていた。余剰となったG1は機動隊や連邦国境警備隊に払い下げられたほか、諸外国への売却も行われた。
オーストリア連邦軍では、G1にさらなる改良を加えたモデルをStG58として採用している。

## 構造
G1はショートストロークピストン式・ティルトボルト式の作動方式を備える自動小銃である。閉鎖バネはピストン部に設けられている。ガス圧を調整する規整子が設けられている。箱型着脱式弾倉には7.62x51mm NATO弾を20発装填することができた。
内部構造をオリジナルのFALと比較すると、新型ファイアリングピンや2ピース式抽出子などが組み込まれている点が主な差異である。外装部品では溝を刻まれた板金製ハンドガード、銃身に直接取り付けられた折畳式二脚が特徴である。二脚は軽量で、着脱にはドライバーが必要だった。また、照準時の頭部被弾率を可能な限り下げようとしたドイツ側の強い要求により、照準位置は3mm低くなっている。
銃身には着剣装置が設けられていたが、使われることは少なかった。

## 運用国
- 西ドイツ
- トルコ[6]
- ポルトガル領アンゴラ（英語版）[7]
- ローデシア[8]